# Jericho Mansions
Jericho Mansions è un film indipendente del 2003, diretto da Alberto Sciamma, con protagonista James Caan.

## Trama
Leonard Grey, è un portinaio senza memoria che soffre di agorafobia. Attraverso il ritrovamento di alcuni oggetti nascosti nel condominio, riesce lentamente a ricostruire la sua vita e a svelare il mistero del palazzo dove lavora e della sua odiosa proprietaria.